# General Roca
General Roca - jest argentyńskim miastem leżącym w północno-wschodniej części prowincji Río Negro, w północnej Patagonii. Miasto zostało założone 1 września 1879 roku przez pułkownika Lorenzo Vinttera.
Według spisu z 22 października 1980 roku miasto liczyło 44 039 mieszkańców, by w ciągu następnych 10 lat wzrosnąć o blisko połowę, dzięki czemu spis z 15 maja 1991 roku wykazał 61 846 mieszkańców. Później tempo wzrostu nie było już tak duże i według ostatniego spisu z 17 listopada 2001 roku miasto liczyło 69 672 mieszkańców.
Miasto jest siedzibą klubu piłkarskiego Deportivo Roca.